# Strzały na Broadwayu
Strzały na Broadwayu (tytuł oryginału: Bullets Over Broadway) – amerykańska komedia kryminalna z 1994 roku.

## Zarys fabuły
Lata 20. Początkujący dramaturg David Shyane chce wystawić swoją sztukę. Jego agent decyduje się na szalony krok – prosi o pieniądze gangstera, Nicka Valentiego. Ten zgadza się pod warunkiem, że zagra jego dziewczyna, której brakuje talentu.

## Obsada aktorska
- John Cusack – David Shayne
- Dianne Wiest – Helen Sinclair
- Jennifer Tilly – Olive Neal
- Chazz Palminteri – Cheech
- Mary-Louise Parker – Ellen
- Jack Warden – Julian Marx
- Joe Viterelli – Nick Valenti
- Rob Reiner – Sheldon Flender
- Tracey Ullman – Eden Brent
- Jim Broadbent – Warner Purcell
- Harvey Fierstein – Sid Loomis
- Małgorzata Zajączkowska – Lili

## Nagrody i nominacje
Oscary za rok 1994
- Najlepsza aktorka drugoplanowa – Dianne Wiest
- Najlepsza reżyseria – Woody Allen (nominacja)
- Najlepszy scenariusz oryginalny – Woody Allen, Douglas McGrath (nominacja)
- Najlepsza scenografia i dekoracje wnętrz – Santo Loquasto, Susan Bode (nominacja)
- Najlepsze kostiumy – Jeffrey Kurland (nominacja)
- Najlepszy aktor drugoplanowy – Chazz Palminteri (nominacja)
- Najlepsza aktorka drugoplanowa – Jennifer Tilly (nominacja)

Złote Globy 1994
- Najlepsza aktorka drugoplanowa – Dianne Wiest

Nagrody BAFTA 1995
- Najlepszy scenariusz oryginalny – Woody Allen, Douglas McGrath (nominacja)